# Werkfeuerwehr Flughafen Leipzig/Halle

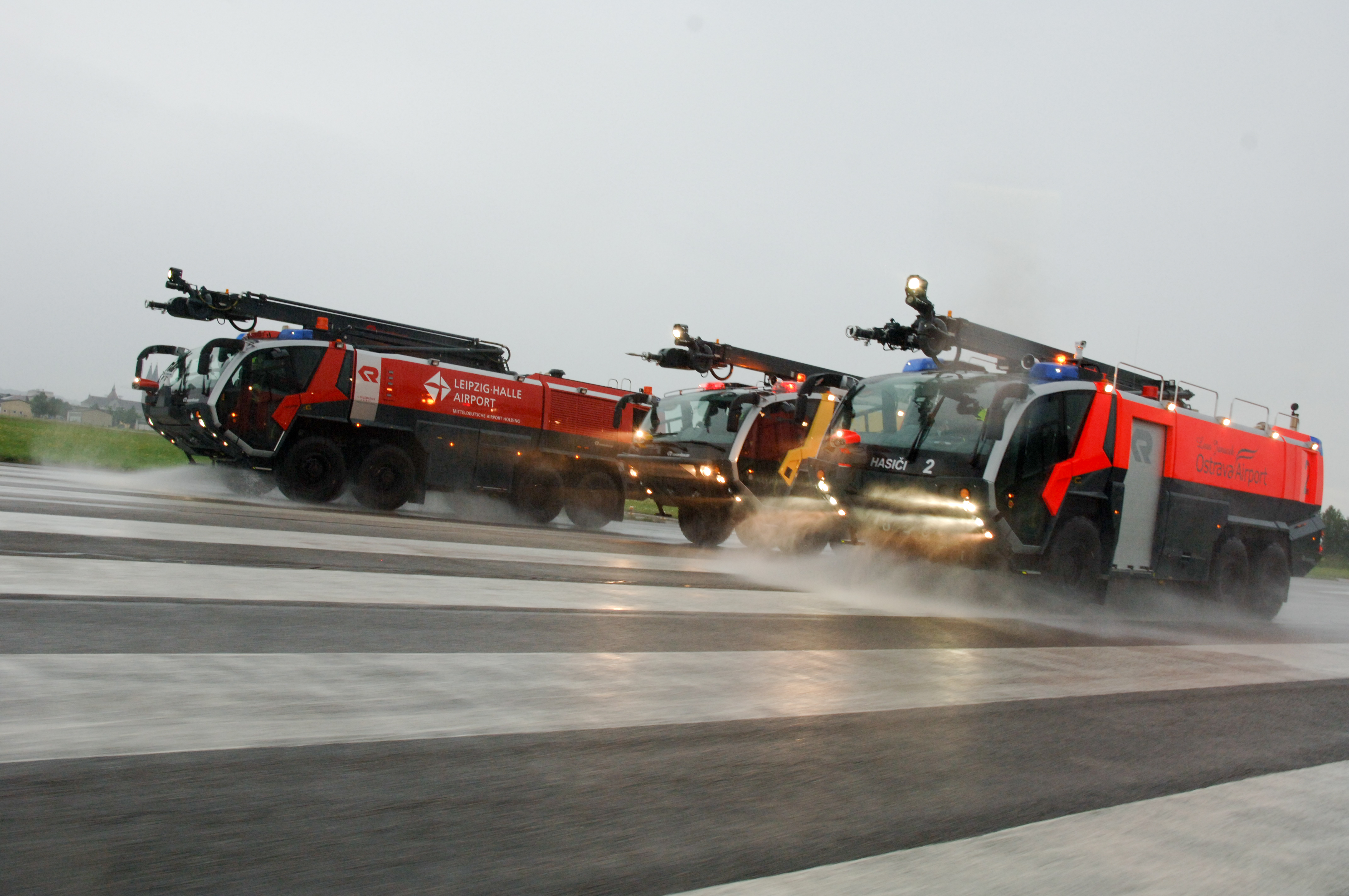
Verschiedene Rosenbauer Panther 2010 auf dem Flugfeld des Flughafens Leipzig/Halle

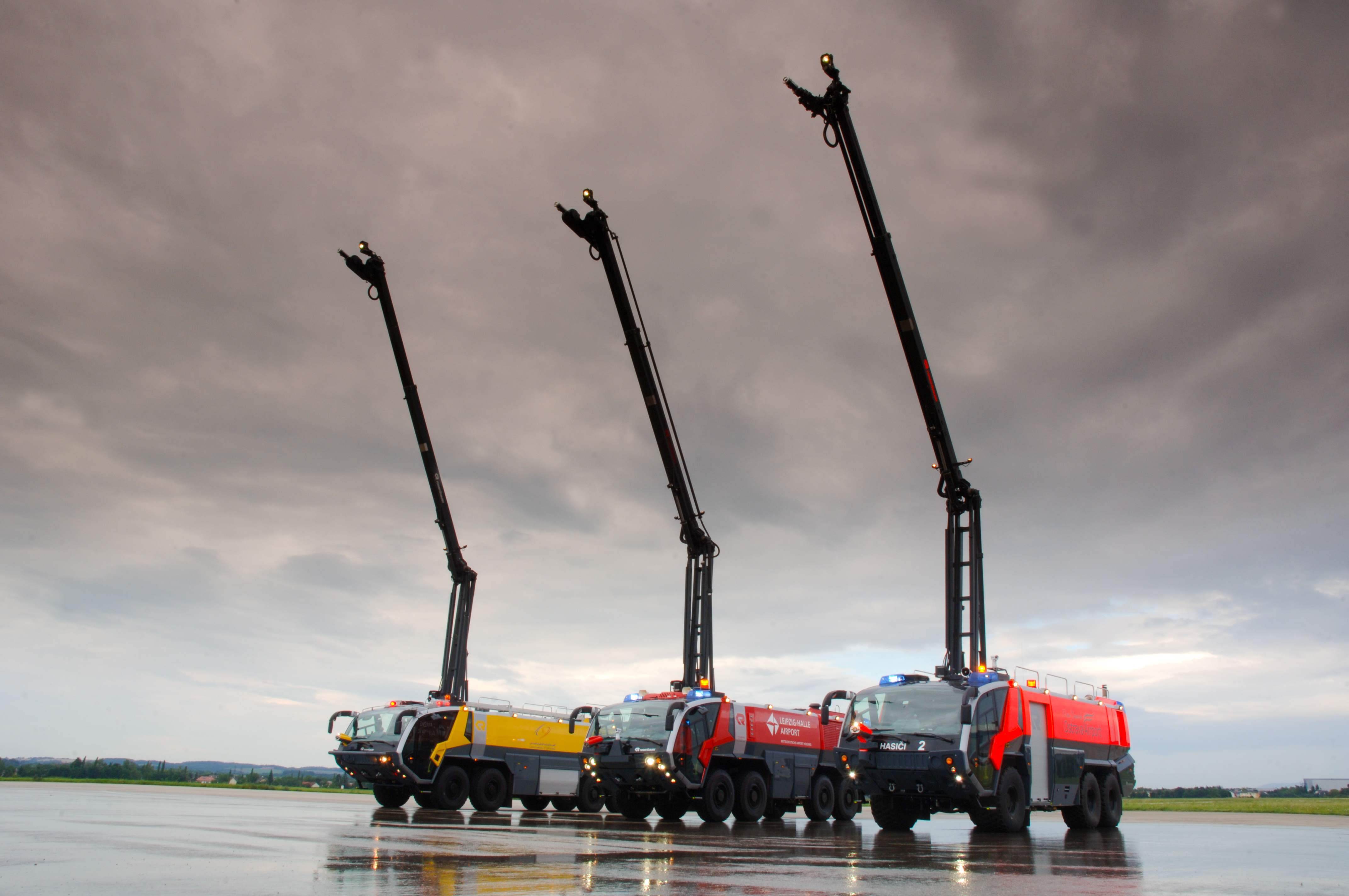
Verschiedene Rosenbauer Panther 2010 auf dem Flugfeld des Flughafens Leipzig/Halle

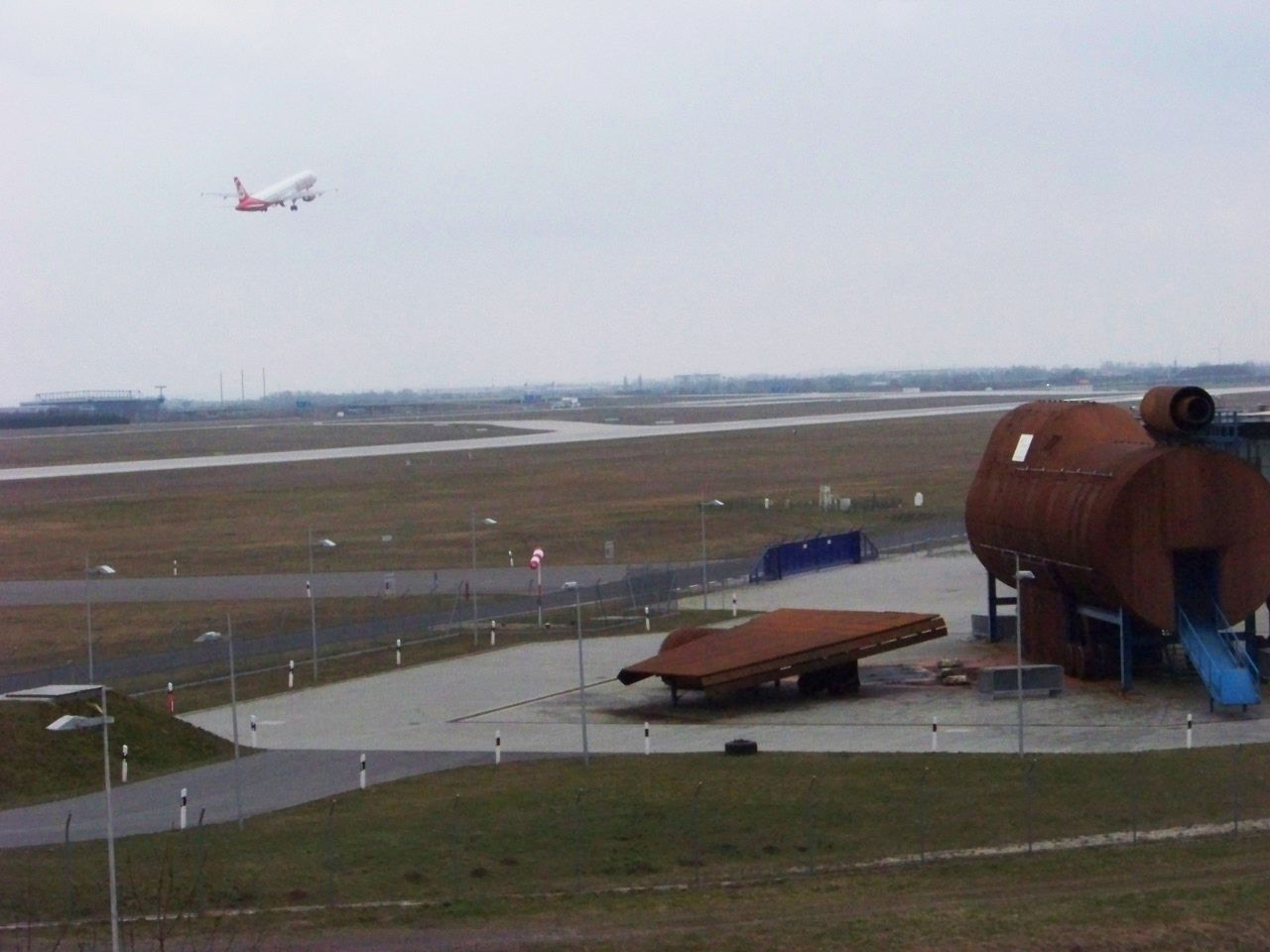
Gasbefeuerter Boeing-747-Brandsimulator im Ausbildungszentrum Fire Training

Die Werkfeuerwehr Flughafen Leipzig/Halle ist die Werkfeuerwehr des Flughafens Leipzig/Halle. Als nichtöffentliche Feuerwehr in Sachsen besteht sie aus etwa 120 hauptberuflichen und 60 nebenberuflichen Kräften, die für den vorbeugenden und abwehrenden Brandschutz, den Rettungsdienst, die Technische Hilfeleistung und die Rettung und Bergung von Personen zuständig sind. Die Flughafenfeuerwehr gehört zur Flughafen Leipzig/Halle GmbH der Mitteldeutschen Flughafen AG.

## Organisation
Die Flughafenfeuerwehr betreibt insgesamt drei Feuerwachen, welche über das Flughafengelände verteilt sind.
Um die höchste ICAO-Brandschutzkategorie 10 der International Civil Aviation Organization (ICAO) für Verkehrsflughäfen mit zwei Start- und Landebahnen gewährleisten zu können, erfolgte 2009–2010 der Neubau der Feuerwachen Ost und West für die Spezial- und Flugfeldlöschfahrzeuge. Die beiden neuen Feuerwachen wurden Mitte 2010 in Betrieb genommen.
Die Einsatzkräfte der Feuerwachen Ost und West müssen im Alarmfall in maximal 180 Sekunden mit 50 % der Löschmittelmenge und nach 240 Sekunden mit 100 % der Löschmittelmenge an allen Punkten des Flughafens sein.
Im DHL-Bereich des Flughafens unterhält das Frachtunternehmen eine eigene Betriebsfeuerwehr, die im Einsatzfall mit der Flughafenfeuerwehr des Flughafens Leipzig/Halle zusammenarbeitet. Die Flughafenfeuerwehr wird zudem auch über den Flughafen hinaus tätig und unterstützt auf Anforderung z. B. in angrenzenden Gemeinden.
Der Flughafenfeuerwehr ist der PRM-Service (Passengers with reduced mobility) des Flughafens Leipzig/Halle angegliedert, der Menschen mit körperlichen Beeinträchtigungen von der Ankunft auf dem Flughafengelände, beim Check-In, während des Transits, inklusive Zoll-, Pass- und Sicherheitskontrollen bis ins Flugzeug betreut.
Die Werkfeuerwehr Flughafen Leipzig/Halle ist jeweils Mitglied des Werkfeuerwehrverbands Sachsen-Anhalt und des Werkfeuerwehrverbands Sachsen.

## Ausbildungszentrum Fire Training
In der 2000 von Rüdiger Sudau projektierten ehemaligen Feuerwache Nord befindet sich das am 7. Juni 2010 übergebene Ausbildungszentrum Fire Training. Das von Dräger erbaute 3,5 Mio. Euro teure Trainingszentrum ist die einzige derartige Ausbildungsanlage in Deutschland und verfügt über einen gasbefeuerten Boeing-747-Brandsimulator, der neben der Flughafenfeuerwehr auch anderen Feuerwehren aus der Region zur Ausbildung zur Verfügung steht. Neben dem Brandsimulator stehen weitere Trainingseinrichtungen für den Einsatz an Flugzeugen sowie auf Flugfeldern und in Hangars zur Verfügung. Dazu gehören bspw. Atemschutzstrecken, Flashover-Brandcontainer und eine Wärmegewöhnungsanlage. Im Trainingszentrum werden darüber hinaus verschiedene Ausbildungen, wie bspw. Erste Hilfe Kurse, Brandschutzhelfer- und Rettungssanitäterausbildungen durchgeführt.

## Fuhrpark
Die Flughafenfeuerwehr verfügt im Jahr 2025 über folgende Fahrzeuge:
- 3 Einsatzleitwagen ELW 1
- 7 Flugfeldlöschfahrzeuge (2 × Panther 8×8 CA-7 12500/1500/500, 2 × Panther AT 8x8 14000/1000, 3 × Panther 11000/500)
- 1 Hilfeleistungslöschgruppenfahrzeug mit Teleskoparm HLF 30/50-5 T 32
- 1 Hilfeleistungslöschgruppenfahrzeug HLF 20
- 1 Staffellöschfahrzeug StLF
- 1 Rettungstreppenfahrzeug RTF E8000/E3000

- 3 Rettungswagen (RTW)

- 8 Mannschaftstransportfahrzeuge
- Wechselladerfahrzeuge mit Abrollbehältern (AB-Massenanfall von Verletzten, AB-Schlauch, AB-Schaum, AB-Besprechung)
- 3 Gerätewagen (Logistik, Gefahrgut, Notunterkunft für ca. 500 Personen)

Darüber hinaus stehen der Flughafenfeuerwehr weitere Sonderfahrzeuge und Abrollbehälter zur Verfügung.